# Farnesylpyrofosfat
Farnesylpyrofosfat (FPP), även farnesyldifosfat (FDP), är ett mellanled i mevalonatvägen som används vid biosyntes av terpener, terpenoider och steroler.
Det används vidare vid syntesen av Koenzym Q10 (i elektrontransportkedjan) såväl som att vara direkt föregångare till squalen, geranylgeranylpyrofosfat (GGPP) och dehydrolikoldifosfat (en prekursor till dolikol som transporterar proteiner till ER-lumen för N-glykosylation).

## Biosyntes
Farnesylpyrofosfatsyntas (en prenyltransferas) katalyserar sekventiella kondensationsreaktioner av dimetylallylpyrofosfat med två enheter isopentenylpyrofosfat (IPP) vilket visas i följande steg:,
- Dimetylallylpyrofosfat regarerar med IPP och bildar geranylpyrofosfat (GPP):

- GPP reagerar sedan med ännu en IPP och bildar FPP:

## Farmakologi
Ovanstående reaktioner motverkas av bisfosfonater (vilka "imiterar" pyrofosfat) och används vid osteoporos.
Statininducerad rabdomyolys beror på brist på FPP, vilket leder till brist på CoQ10 i mitokondriernas (som ju är talrika i muskelceller) elektrontransportkedja.

## Besläktade föreningar
- Farnesen
- Farnesol
- Geranylpyrofosfat
- Geranylgeranylpyrofosfat